# Ashton-in-Makerfield
Pour les articles homonymes, voir Ashton.
Ashton-in-Makerfield est une ville britannique du district métropolitain de Wigan, dans le comté du Grand Manchester, en Angleterre. Elle comptait, selon le recensement de 2001, 28 505 habitants, passant à 28 762 lors du recensement de 2011.

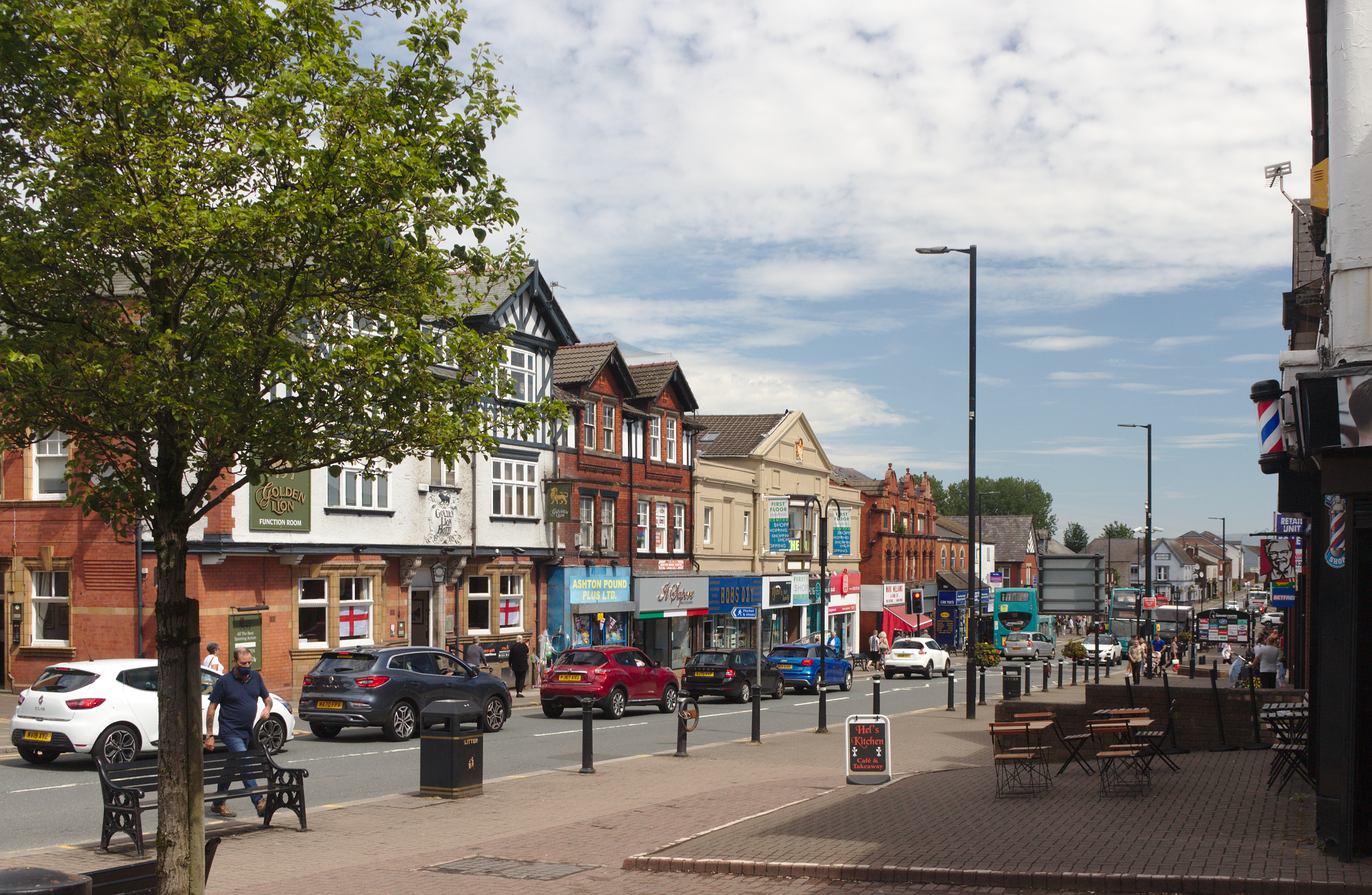
Gerard street.